# Diego Lugano
Diego Alfredo Lugano Moreno (født 2. november 1980 i Canelones, Uruguay) er en uruguayansk fodboldspiller, der spiller som midterforsvarer.

## Karriere
Tidligere har han optrådt for uruguayanske klubber som Nacional og Plaza Colonia, samt for São Paulo FC i Brasilien, tyrkiske Fenerbahçe, og Paris Saint-Germain F.C.. Han har derud over også været en tur til spansk fodbold, hvor han optrådte for Malaga på et lejebasis.

## Landshold
Lugano står (pr. april 2018) noteret for 95 kampe og ni scoringer for Uruguays landshold, som han debuterede for i 2003. Han var en del af den uruguayanske trup der nåede semifinalerne ved Copa América i 2007.

## Personlige liv
Lugano er gift med Karina Roncio, og sammen har de 3 børn: Nicolás, Thiago samt Benfica. Nicolás som er den ældste af børnene, spiller for Fenerbahçe SK's ungdomshold. Derudover er Thiago og Benfica født i Istanbul.
Lugano har udtalt, at han har to store fodboldidoler, Hugo de León og Paolo Montero.

## Titler
Uruguayanske Liga
- 2000 med Nacional

Brasilianske Liga
- 2006 med São Paulo FC

Copa Libertadores
- 2005 med São Paulo FC

VM for klubhold
- 2005 med São Paulo FC

Tyrkiske Liga
- 2007 med Fenerbahçe SK